# Suno
Suno là một đô thị ở tỉnh Novara ở vùng Piedmont của Ý, tọa lạc cách 90 km về phía đông bắc của Torino and about 20 km về phía tây bắc của Novara. Tại thời điểm ngày 31 tháng 12 năm 2004, đô thị này có dân số 2.802 người và diện tích là 21,3 km².
Đô thị Suno có các frazioni (đơn vị trực thuộc, chủ yếu là các làng) Baraggia, Mottoscarone, Piana, và Pieve.
Suno giáp các đô thị: Agrate Conturbia, Bogogno, Cavaglietto, Cressa, Fontaneto d'Agogna, Mezzomerico, và Vaprio d'Agogna.